# Galina Nikitinová
Galina Nikitinová (rusky Галина Никитина; * 1952) je bývalá sovětská rychlobruslařka.
Od roku 1972 se účastnila sovětských šampionátů a dalších národních závodů. V roce 1975 byla ve víceboji na mistrovství Sovětského svazu čtvrtá, o rok později třetí. Startovala i na domácích sprinterských šampionátech, přičemž jejím nejlepším umístěním je sedmá příčka z roku 1976. Roku 1977 byla ve víceboji na sovětském mistrovství čtvrtá. Téhož roku se zúčastnila i Mistrovství světa ve víceboji, kde získala bronzovou medaili. Poslední závody absolvovala v roce 1979.